# Tour des Ursulines

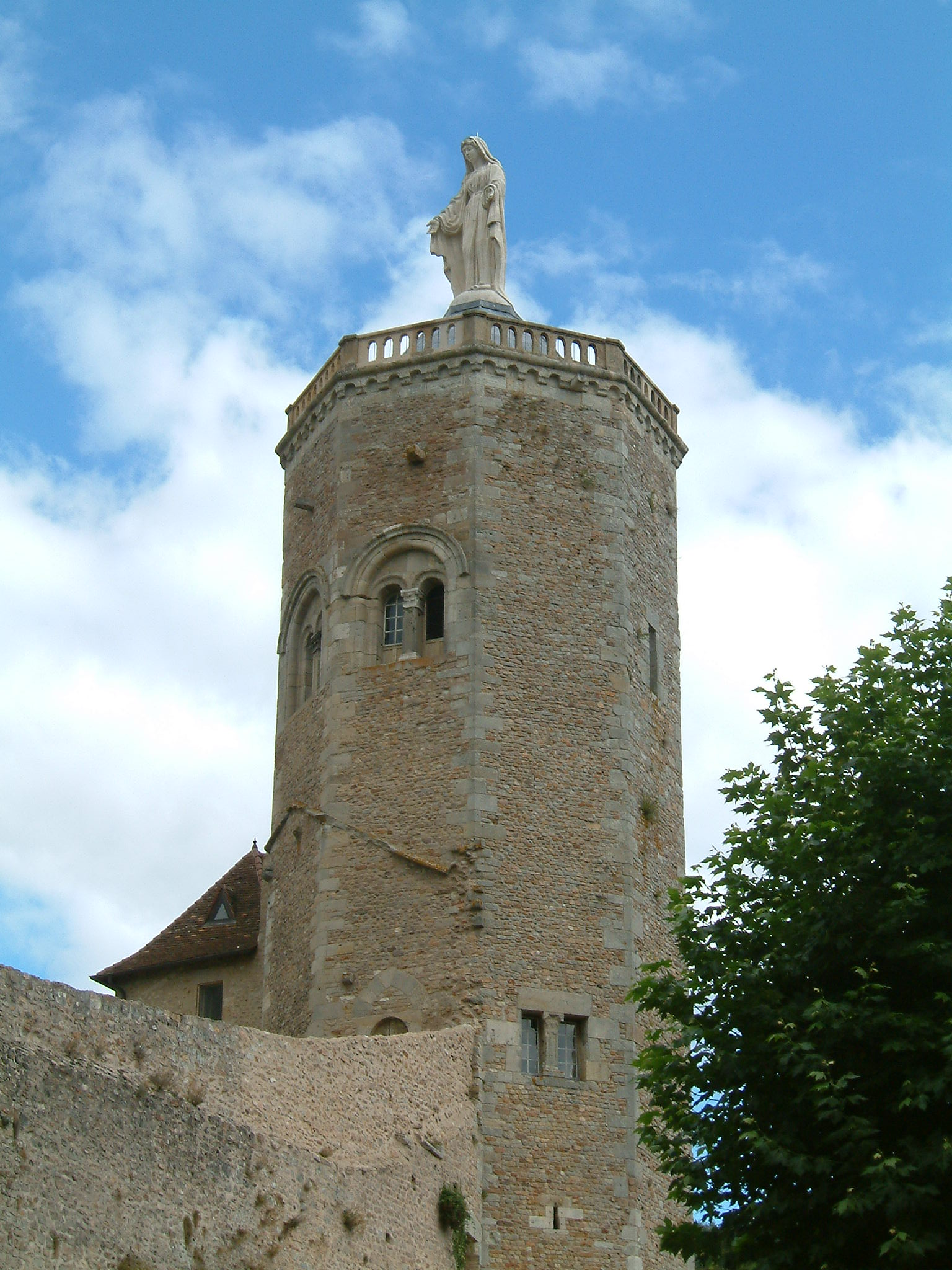
Tour des Ursulines

Der heute Tour des Ursulines (deutsch: Turm der Ursulinen), früher auch Tour des Prisonniers (deutsch: Turm der Gefangenen oder Gefängnisturm) oder, nach König Franz I., Tour François Ier genannte Turm in Autun im französischen Département Saône-et-Loire (Region Burgund) ist ein im 12. Jahrhundert zum Schutz der damaligen Burg Riveau oder Rivault errichteter Donjon oder Bergfried. Er ist der einzige Überrest dieser in den Jahren um 1600 geschleiften Burg, deren von dem lateinischen Wort rivus abgeleiteter Name „Bach“ bedeutet. Diesen Namen trugen auch die früheren Burgherren, und er ging auf das später im Bereich des früheren Burghofes entstandene Stadtviertel Quartier Rivault über.
Der Turm ist seit September 1994 als Monument historique klassifiziert. Er ist Eigentum eines Künstlers und beherbergt ein privat finanziertes Kulturzentrum.

## Architektur
Der mittelalterliche Bergfried entstand auf den Fundamenten einer teilweise erhaltenen gallo-römischen Stadtmauer. Er erhebt sich über einem achteckigen Grundriss. In seinem Mauerwerk wurde wiederverwendetes Material aus Vorgängerbauten verbaut. Allerdings weisen die Wände nach den zahlreichen, im Laufe der Jahrhunderte vorgenommenen Reparaturen, abgesehen von den Schießscharten und den romanischen, jeweils von einem Halbkreisbogen überfangenen und von einer eleganten Säule getrennten gekuppelten Bogenfenstern keine charakteristischen Merkmale aus der Antike, der gallorömischen Zeit oder der mittelalterlichen Epoche mehr auf. Auffallend sind vielmehr die im 19. Jahrhundert am Rand der abschließenden Wehrplatte aufgesetzte Steinbrüstung und die dahinter auf einem hohen Sockel stehende, drei Meter hohe Statue der Jungfrau Maria. Dieses Werk des aus Autun stammenden Architekten und Bildhauers Claude Quarré befindet sich seit dem Jahr 1862 an diesem Standort.

## Geschichte
Unter den ersten bekannten Burgherren werden Perreaul de Varennes (bei Igornay) genannt und Perrin Riveau, Herr von Petit Montjeu oder Montjeu-en-Autun, der im Jahr 1327 zwei Drittel der Burganlage besaß. Diese war ab Ende des 14. Jahrhunderts Zitadelle des Herzogs und diente seinem bailli oder capitaine als Residenz, später königliche, von einem Gouverneur verwaltete Zitadelle. Im 15. Jahrhundert diente sie als Festung und beherbergte gleichzeitig das Gefängnis. Als Autun gegen Ende der Hugenottenkriege im Bund mit der vom spanischen König Philipp II. unterstützten Katholischen Liga gegen den calvinistisch gesinnten König Heinrich IV. rebellierte, hielt die Festung im Jahr 1591 der fünf Wochen andauernden Belagerung durch 8000 vom Maréchal d’Aumont kommandierte Soldaten stand. Nach Beendigung des Konfliktes ließ die Stadt mit Genehmigung des Königs in den Jahren von 1595 bis 1602 die Festung mit Ausnahme des Donjons schleifen, um Autun vor künftigen militärischen Auseinandersetzungen zu verschonen.
Per Erlass vom 9. Januar 1647 wurde ein im früheren Burghof gelegenes Gelände mitsamt dem Turm den bereits im Jahr 1617 aus Saint-Chamond nach Autun gekommenen und zunächst in der rue Dufraigne ansässigen Ursulinen überlassen, die sich der Erziehung junger Mädchen widmeten. Sie bewahrten beides bis zu ihrer Vertreibung im Jahr 1791. Ihr Konvent, sein Gelände und der Turm wurden als Nationalgüter beschlagnahmt, verstaatlicht, parzelliert und im Jahr 1793 verkauft. Im selben Jahr wurde eine bereits im Jahr 1629 von den Ursulinen in der rue Dufraigne errichtete Kapelle zerstört. Die unterschiedlichen Parzellen gingen im Laufe der Jahre durch die Hände verschiedener Eigentümer.
Der so genannte Turm der Ursulinen ist seit 1997 Eigentum des in Frankreich ansässigen japanischen Kunstmalers und Restaurators Hisao Takahashi, der darin das franko-japanische Kulturzentrum Centre international de la Tour des Ursulines (CITU) eingerichtet hat.

## Sonstiges
Ein anderes, im nordwestlichen Bereich des früheren Burghofes am Rand des ehemaligen Burggrabens unweit der Kathedrale von Autun bei der heutigen rue Rivault gelegenes Gelände erwarb im Jahr 1836 Bénigne du Trousset d’Héricourt (1797–1851), Bischof von Autun, Chalon und Mâcon für die Diözese, um dort die Visitandinnen neu zu etablieren, die ab 1624 in Autun (heute Hausnummer 14 der rue aux Raz) ansässig gewesen und ebenfalls durch die Revolution vertrieben worden waren. Der im 19. Jahrhundert in der rue Rivault neu gegründete Konvent der Visitandinnen (couvent de la Visitation) ist nicht mit jenem der Ursulinen zu verwechseln. An diesem früheren Standort der mittelalterlichen maison seigneuriale (15. Jahrhundert) der Herren von Montjeu-en-Autun, Sitz der damaligen Gerichtsbarkeit, befanden sich zum Zeitpunkt der Rückkehr der Visitandinnen die größtenteils aus dem 17. Jahrhundert stammenden Gebäude des marquisat de Montjeu. Die Ordensschwestern ergänzten die vorhandene Bausubstanz durch eine im Jahr 1841 geweihte Kapelle und drei U-förmig angeordnete Flügel (19. Jahrhundert). Die offene Seite des so gebildeten, hoch über den gallo-römischen Mauern liegenden quadratischen Hofes ist nach Westen ausgerichtet und bietet eine schöne Aussicht über die Stadt. Als die Visitandinnen im Jahr 1964 die Stadt verließen, um sich in Mâcon niederzulassen, standen die Gebäude abermals zum Verkauf. Die Räumlichkeiten des ehemaligen marquisats wurden schließlich zu Wohnungen umgebaut. Die drei aus dem 19. Jahrhundert stammenden neuen Flügel beherbergen seit 1979 ein Hotel, zu dem auch die frühere Kapelle der Visitandinnen gehört.